# 江泽民
江泽民（1926年8月17日—2022年11月30日），江苏扬州人，中国共产党、中华人民共和国政治人物与前最高领导人，原正国级领导人。1946年4月加入中国共产党，毕业于上海交通大学电机系。1989年至2002年担任中共中央总书记，1993年至2003年中华人民共和国主席，1989年至2004年中共中央军委主席，1990年至2005年国家中央军委主席等职务，是中国党、政、军第三代的最高领导人，中国共产党第三代中央领导集体的核心。
江泽民出生于江苏省江都县（今扬州市），1943年自家乡考入国立（南京）中央大学电机系，后转学至上海交通大学同系，于1947年毕业。在大学期间，其加入中国共产党，并开始参与其领导的地下工作和学生运动。
大学毕业后，江泽民进入上海当地的粮服工厂工作。中华人民共和国成立后，其陆续在食品、制皂、电器行业的工厂任职科长、副厂长等职务。1954年，北上长春参与第一汽车制造厂的筹建工作，并赴苏联实习一年，回国后陆续获得提升，并展现了一定的组织领导能力。1960年代起，陆续在第一机械工业部（一机部）在上海、武汉等地下属的研究所担任主要领导职务。“文化大革命”期间，其遭到冲击。1970年，其被调入一机部机关，并于不久后外派罗马尼亚，领导中国政府在当地的援建项目。回国后，在一机部外事局工作多年，期间曾前往世界多国考察、参会或学习。
改革开放后，江泽民首次离开专业技术部门，进入国家进出口管理委员会从事制定政策、筹办经济特区等工作。自1982年起，陆续出任电子工业部副部长、部长，并在此间当选为中共中央委员。自1985年起，先后担任中共上海市委副书记、市长及市委书记。1987年11月，在中共十三大上当选中共中央政治局委员，成为党和国家领导人。
1989年6月，在中共十三届四中全会上，取代赵紫阳，当选为中国共产党中央委员会总书记，确立了领导核心的地位。同年11月，当选为中共中央军委主席，次年当选为中华人民共和国中央军事委员会主席，接替邓小平出掌军队。1993年，当选为中华人民共和国主席，上述职务在其后均获得连任。2002年11月，其卸任中共中央总书记职务，其余职务至2005年3月全数卸任。
2022年11月30日，因患白血病合并多脏器功能衰竭，抢救无效，在上海华东医院逝世，享年96岁。12月1日，其遗体被运送至北京。12月5日，举行遗体告别仪式并火葬。12月6日，在人民大会堂为其举行了追悼大会。12月11日，遵照其生前遗愿及亲属意愿，将骨灰在上海长江入海口撒入江海。
江泽民在任内提出的“三个代表”等执政理念后被中共中央定名并阐发为“三个代表”重要思想，并被确立为其指导思想。江泽民的主要理论著作收录于《江泽民文选》。

## 生平

### 早年
江泽民的祖上从宁国府旌德县（今屬安徽）或徽州府婺源县（今屬江西）遷居江苏江都县。祖父江石溪任大达內河轮船公司驻扬州協理，家境颇丰。本以行医为生，1915年弃医从商。江石溪育有子女七人，江石溪的嫡长子江世俊乃江泽民的生父。江泽民的生母是吴月卿。
1926年8月17日，江泽民出生于中华民国江苏省淮扬道江都县城内田家巷（今扬州）。江世俊与吴月清共育有子女五人，江泽民在兄弟姐妹中排行第三，有大哥江泽君、二姐江泽芬、妹妹江泽南（兰）和弟弟江泽宽。幼年的江泽民与家人一同居住在扬州田家巷的一座宅院内，田家巷位于当时富裕的地区——东关区内，毗邻京杭运河。江家的住宅是一座中间带有天井的传统中式大院，有雕刻和书籍放在坐堂，江泽民的祖父对年幼的江泽民影响很大:18。1927年，因避战乱，江家迁至南通柳家巷；1929年迁回扬州，住东圈门的民居内。
7岁时，其祖父去世，同年江泽民进入了当地江都县立实验小学学习:19。江泽民在小学期间延续了背诵古诗词的习惯并练习繁体字书法，在其担任领导职务后，依旧较为喜欢使用传统的繁体字:21。

### 求学生涯
1937年夏，江泽民入读扬州中学。1937年12月14日，日本中支那方面軍在南京保衛戰後佔領揚州，此後他在日佔區繼續學業至1945年，度过了12—20歲的青少年时期。他常去梅花岭明代將領史可法墓凭吊，吟诵史公祠的楹联“数点梅花亡国泪，二分明月故臣心”。
1939年8月29日，江泽民叔父、中共皖东北特委委员江上青遭地方武装殺害。据记载，江泽民的六叔江上青1929年加入中共，1939年身亡时年僅28岁。据BBC报导，有关江泽民过继给江上青做养子的历史，中国官方并没有对外公开，但中共机关报《人民日报》旗下“人民网”曾于2009年发表江上青女儿江泽慧文章，提到江上青与夫人王者兰仅有两个女儿江泽玲、江泽慧，因此在江上青去世后，其兄江世俊就把自己的儿子江泽民过继與江上青为养子，按传统习俗戴孝祭奠，江泽民因此成为烈士之后。2011年清明节，江泽民手书《满江红·江上青百年诞辰祭》：「自古英雄，凭蒼宇，江山点索，酬壮志、铁窗寒徹，泮池磅礴」，在《人民日报》发表，悼念江上青一百周年诞辰。江上青和张爱萍、汪道涵是密友。
1943年，江泽民从扬州中学高中二年级毕业后，来到处于日占区的南京，「直接考入」汪精衛國民政府在南京復辦的中央大学，在電機系接受高等教育，是同级入学的最年幼的学生之一:32。江积极参加各种社团和文艺活动:33，组织清毒运动抵制烟馆:34-38。
1945年日本投降后，南京國民政府接收日佔區，9月26日发布《沦陷区大学学生重考程序》政令，不承认在汪精卫国民政府所屬大學的成绩，所修学分无效，学生必须重新考试并接受思想政治教育。江泽民因此首次参与到中国共产党组织的学生示威活动中，最终迫使教育部恢复了沦陷区学生的学分:39-40。1946年，江泽民转入上海临时大学就读。4月，在同学王嘉猷的介绍加入中国共产党。1947年转入国立交通大学（现分属西安交通大学和上海交通大学）电机系。期间多次参加中共领导的抗议南京国民政府的示威:52。1947年夏，江泽民毕业于国立交通大学电机系（现上海交通大学电气工程学院）。

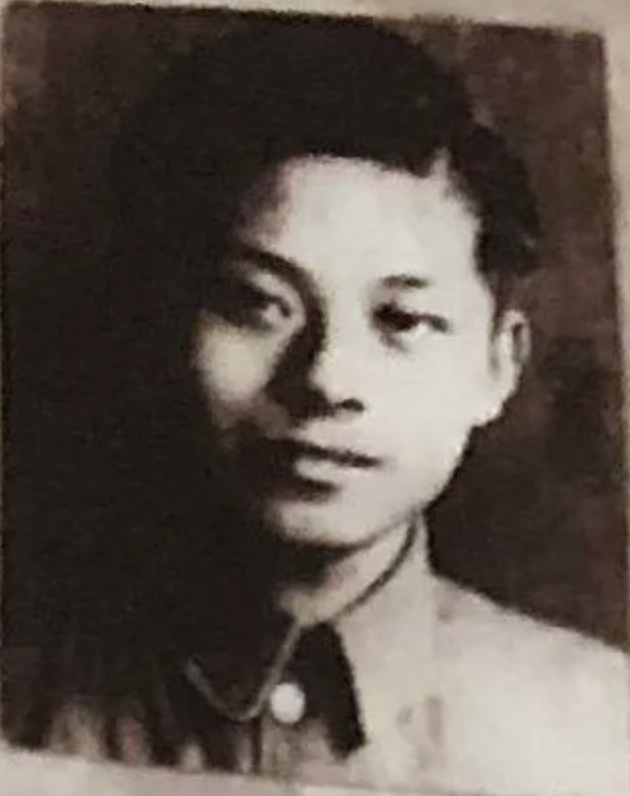
江泽民贴在中央大学借书证上的照片（原件现存南京大学档案馆）

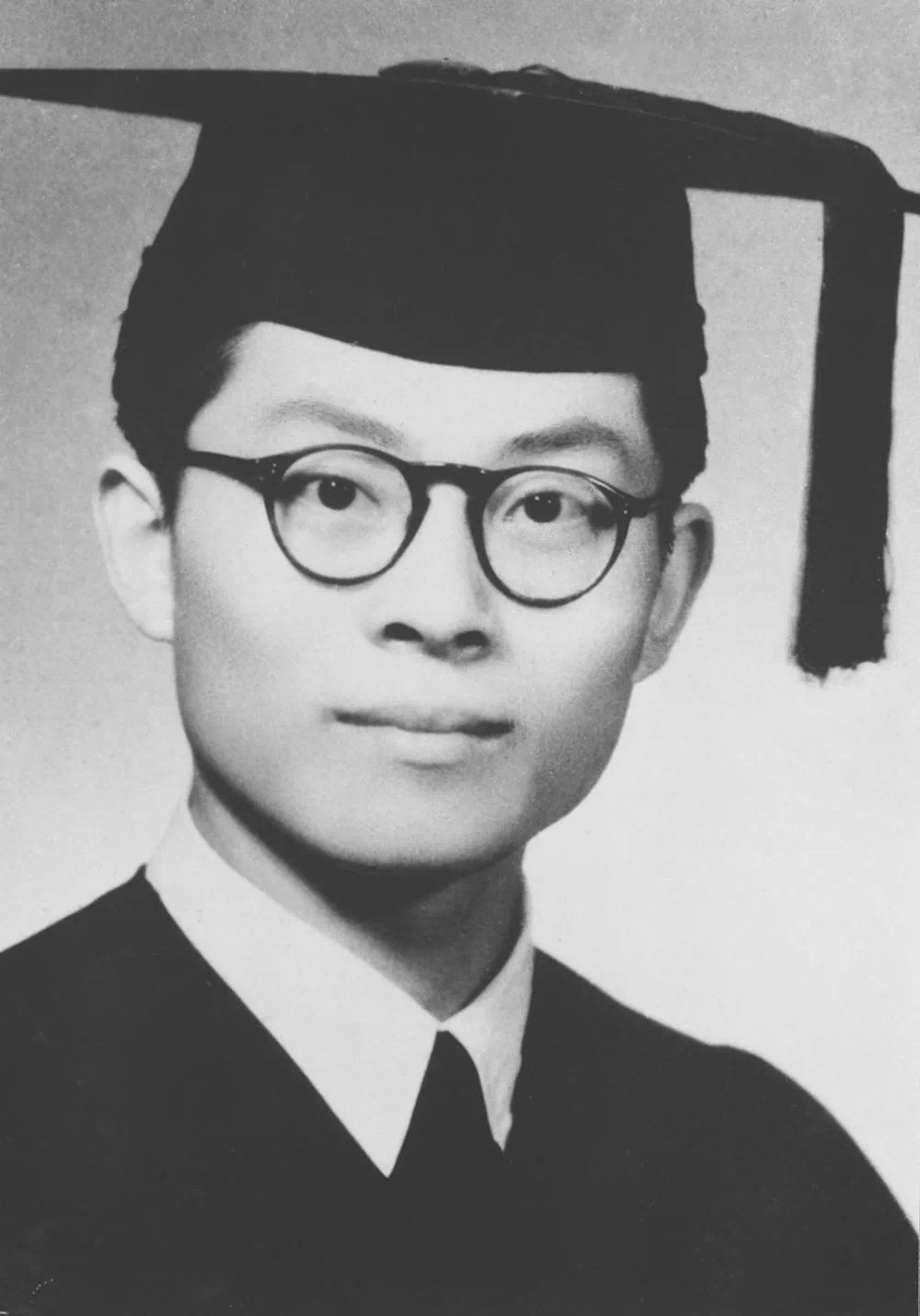
1947年国立交通大学毕业时的江泽民（原件现存西安交通大学档案馆）

### 中华人民共和国成立前后
毕业后，江泽民在上海海宁洋行（即后来的上海益民食品一厂）找到一份电力供应工程师的工作:49。海宁洋行是一家生产冰激凌和果味冰棍的企业，拥有大型的冷藏设备。江泽民和大学好友童宗海进入电力供应部工程科，从事设备维修和保养:50。由于中華民國國軍在第二次国共内战中战事不利，为平衡资源，國防部聯合後勤司令部收购了海宁洋行，先后改名为上海粮服实验工厂、上海第一粮秣厂。江泽民隐瞒了中共党员的身份，继续留下担任动力科技术工程师:52:63-64。
1949年上海解放前夕，江泽民与工厂工人合力保护财产免遭中国国民党破坏。上海解放后，工厂改名为新华蛋品厂，隶属于上海益民食品公司。江泽民的中共党员身份公开，獲任命为工厂党代表，并兼任副工程师:66、工务科科长兼动力车间主任:53。由于汪道涵夫人戴锡可为上海益民食品公司总经理，江泽民结识了负责主管上海工业的华东军政委员会工业部部长汪道涵。汪又提拔他升任厂党支部书记、第一副厂长，为全厂的业务领导。工厂在他的管理下不断拓宽业务，并形成了日后的上海益民食品一厂:54。期间江泽民负责研制和创立“光明牌”食品品牌。二六轟炸期間，轰炸造成上海大面积停电，江泽民动手抢修电路，并和大家一起改装发电机，把两台发电机并联发电。
1951年1月6日，江泽民同王冶坪结婚。1951年、1954年，他们的长子江绵恒、次子江绵康相继出生了:56-57。
1952年7月，汪道涵将25岁的江泽民调至刚刚转交给上海市人民政府的中国肥皂公司任副厂长:70-71，將之国有化改造:58。1953年，随着汪道涵担任新成立的中央人民政府第一机械工业部（1954年改为中华人民共和国第一机械工业部）副部长，江泽民也随之调入第一机械工业部，担任上海第二设计分局电器专业科长:59:70-71。

### 长春一汽时期

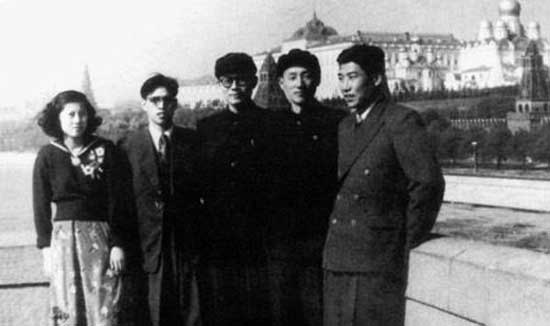
1955或1956年，江泽民（中）与中国实习生和留学生在苏联时期的莫斯科

1954年11月，江泽民调往新成立的长春第一汽车制造厂:73-74。因为工作需要精通控制全厂供电系统，江与其他700余名技术人员派往苏联莫斯科接受培训:60。1955年4月，江赴莫斯科斯大林汽车厂实习。1956年春回国，担任长春第一汽车制造厂动力处科长，管理下属两間实验室和百余名员工:63。同年7月15日，该厂生产的第一辆汽车「解放牌卡车」驶出装配线；与此同时，江泽民升任动力处副处长兼动力处党支部书记:63。

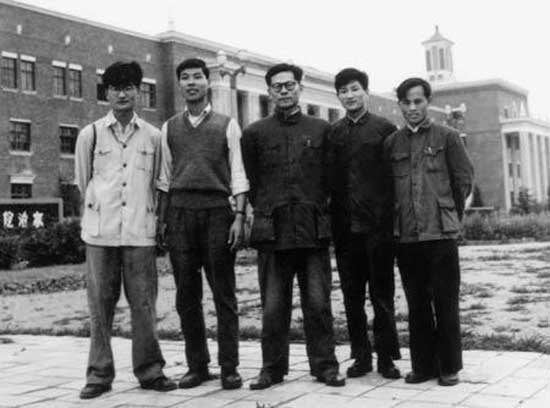
1957年5月，江泽民（中）与长春第一汽车制造厂（现中国一汽）的工程师和技术员在一起

然而1956年中国共产党中央委员会主席毛泽东发动「百花齐放、百家争鸣」运动，打乱了长春一汽的生产节奏，并直接导致1957年的反右运动，各级政府和部门、单位均奉中央之命设定了划「右派分子」的数量指标。尽管江泽民最初对该政策采取抵制措施，但仍迫于形势压力参与其中，并在1959年反右倾运动中继续保持消极态度:65。1958年，毛泽东视察长春第一汽车制造厂；当时工厂领导为取悦毛泽东，承诺卡车的年产量超过两倍达到四万辆，并将成本减半。同年，为实现目标，制造厂设立动力分厂，由江泽民担任厂长:67。生产压力过大、产品质量残次不齐，产能始终无法达到要求。不久，中共中央提出三面红旗（社会主义建设总路线、大跃进运动、人民公社化），随后是三年困难时期，长春第一汽车制造厂的工人也被征召帮助农民生产:68。1958年底至1959年初，受中苏交恶影响，长春一汽开始重组，七个处被合并成新的动力分厂，由江泽民担任厂长，负责所有分厂的动力需求:69。
1960年，中苏两国关系进一步恶化，苏共中央第一书记赫鲁晓夫命令撤走所有在中国大陆的苏联专家和顾问；长春一汽也面临缺乏钢材、动力、燃料和食物问题。当时中共中央决定改造中国主要大型企业的动力，使用原油燃料，將接近黑龙江省大庆油田的长春选为改造工程的革新试点:69。1961年，煤炭供应紧张，江泽民任动力锅炉改烧原油的大型工程总指挥，工程成功。江泽民成功制定出了改造规划，建造储油罐并反复试用动力技术。为此江泽民积劳成疾，最终成功在限定时间内完成改造任务，一汽成功用原油提供动力，而十万长春市民也顺利过冬:70。很多年后江泽民回忆起这事，将改造工程视为其人生的重大成就之一。他当时的业务和领导能力给周建南留下了深刻印象:71。

### 文化大革命前后
1962年，江泽民调任第一机械工业部上海电器科学研究所副所长:158，负责该所科研领导工作，主持完成了当时国家急需的JO2小型异步电机系列的设计任务。1964年和1965年，江泽民先后作为中国代表团副团长参加在日本、法国举行的国际电工委员会年会，并考察国外电气科学技术发展情况。江泽民因此获得大量出国访问的机会，国际视野开始形成:75。
1966年5月，江泽民调任武汉热工机械研究所所长、代理党委书记，9月任党委书记，组织原子能发电设备的设计工作:160-161。但他的家人无法同行，尽管每月都有假期可以团聚，江泽民夫妻仍被迫保持了长达二十年的分居生活；然而这职务却也帮助江泽民远离了上海、北京等城市的政治漩涡:76。1967年，“文化大革命”开始席卷武汉，江泽民受到冲击。由于江泽民赞成百万雄师，其档案被造反派查了个底朝天。他被拉下所长位置，被迫接受批斗和检讨:78:163。停职两年后送往五七干校劳动:81。
1970年底，江泽民离开干校返回北京，成为第一机械工业部外事局副局长:82。当时恰逢冷战时期中苏交恶，罗马尼亚是少数继续与中国保持友好关系的社会主义国家之一。出于共同摆脱苏联影响的愿望，中国同意帮助罗马尼亚建立十五所机械制造厂:168。1971年，江泽民率领专家组出访罗马尼亚，研究建设工厂的可行性；此行也给江泽民带来了强烈的冲击:83。1972年，江泽民在罗马尼亚完成任务。1973年回国，再度出任第一机械工业部外事局副局长；并推动1973年3月中罗两国最终敲定关于援建十五座工厂的协议:84。1973年、1974年间，江泽民先后任中国代表团副团长、团长，参加在当时的联邦德国和罗马尼亚举行的国际电工委员会年会。
1976年10月6日，就在毛泽东去世后不久，华国锋、汪东兴、叶剑英等迅速采取行动逮捕四人帮，并占领中央人民广播电台和人民日报社，史称「粉碎四人帮」:86。然而四人帮的大本营上海仍然屯有三万兵力及八万件武器，并意图与中央政府对抗。此时，中共中央派出工作组到上海恢复秩序，成员中包括50岁的江泽民:87。尽管压力巨大，但是上海工作组依旧大获成功:103-105。同年，江泽民率团前往巴基斯坦，考察中国援建工厂建设情况。一年后返回北京，任第一机械工业部外事局局长:87。
1978年，江泽民任中国机械工业代表团秘书长，访问欧洲六国，深入思考了中国机械工业技术水平、产品更新换代、成套技术装备能力与机械产品出口等问题，提出了对策和建议。

### 进入中央
1979年4月，邓小平提议建立经济特区，鼓励外国投资者在特区内设厂；最初的经济特区位于广东省的深圳、珠海、汕头以及福建省的厦门。国务院专门设立进出口管理委员会（简称国家进出口委）和外国投资管理委员会，以贯彻对外开放政策，并由国务院副总理谷牧兼任两个委员会的主任:91。
1980年，江泽民担任国家进出口管理委员会、国家外国投资管理委员会副主任兼秘书长、党组成员，晋升副部级，并参与制定扩大对外贸易、引进国外先进技术和设备、吸收利用外资等方面的政策，同时分管国家对广东、福建两省采取特殊政策和灵活措施的具体贯彻工作，并参加筹建经济特区。汪道涵向谷牧举荐了江泽民:91:111。江泽民带领有关人员研究制定出了《广东省经济特区条例》草案。8月，他代表国务院向第五届全国人大常委会第十五次会议作了关于广东、福建两省设置经济特区和《广东省经济特区条例》的说明，该条例草案获得会议批准，以国家法律形式宣告了经济特区正式诞生。
1980年，江泽民先后率团到泰国、斯里兰卡、马来西亚、新加坡、菲律宾、香港、墨西哥、爱尔兰等国家和地区考察，了解出口加工区、自由贸易区、边境经济区的情况。同年秋，应联合国工业发展组织邀请，国家进出口委组团考察了12个国家进出口中心和自由贸易区，江泽民任考察团团长。考察团回国后在江泽民主持下，在呈送中央领导的报告中列出了大胆建议，包括允许地方政府授权减免税收、转让土地和保留外汇，建议允许外资企业自愿雇佣和解聘工人。部分建议后来獲采纳，江泽民的分析能力和胆略也獲得更广泛关注和赞许:92-93。
1982年3月，国务院进一步实行机构改革，将两个委员会与其他几个部委合并成立对外经济贸易部。1982年5月，江泽民任电子工业部第一副部长、党组副书记，1983年任部长、党组书记。
他深入生产第一线调查研究，提出电子工业“打基础、上水平、抓质量、求效益、翻三番、超十年”的发展方针，组织领导电子工业结构调整和技术改造，加强集成电路、计算机、通信以及系统工程等重点项目的科研开发和生产工作，使电子工业更好为国家经济建设和国防建设服务。1982年9月，江泽民在中共十二大上当选为中央委员:94。
1983年6月，江泽民升任电子工业部部长、党组书记，成为正部级官员。任内提出了电子工业发展计划，并获得国务院批准。该计划旨在建立工业基地，到2000年争取年产值比1980年增长八倍，并削减收音机和黑白电视机的产量，扩大电话和彩色电视机生产；并采取国际通行标准以取代过时的苏联标准。其中江泽民认为计算机和集成电路是优先发展的项目；1984年4月，长征三号火箭成功发射，将东方红二号通信卫星送入太空，中国因此成为第五个能够发射地球同步轨道卫星的国家:96-97。

### 主政上海
当时上海作为中国商业中心，自文化大革命后始终未能繁荣起来；1980年至1983年期间，上海的发展速度仅及全国平均水平的一半:101。
1985年，汪道涵任满上海市人民政府市长。当时上海有舆论认为汪道涵年迈缺乏领导活力，或者埋怨上海缺少中央政府的支持。中共中央寻求接班人时，时任副总理的万里向汪道涵征求意见，汪道涵再次举荐了江泽民:99。1985年6月，中共中央决定芮杏文任中共上海市委书记，江泽民任市委副书记。1985年7月，江泽民任上海市人民政府市长，成为主政一方的地方大员。
江泽民上任之初即打破常规，召开了一次记者招待会，宣布上海城市发展将以基础设施建设、吸引外资与扩大出口、及加强科技与培训三者为支柱:102。他首先增加粮食储备并与其他省市谈判粮食供给（后由菜篮子工程取代:158）；其次改善交通运输，新建上海火车站、扩建国际机场并修建客运码头，这些行动为以后的浦东新区奠定了基础:103。
不久，他推出了《上海总体规划》:150，聚焦于三片地区：黄浦江以东的广大浦东地区在内的市中心区域；上海附近七座卫星城，以及其他众多城镇村落。市中心将以高速铁路、高速公路与外围地区相互连通；同时由环形公路将卫星城镇连接。市中心地区的工业逐步向外迁移，各县镇着手自身企业，并以蔬菜蛋禽加工厂为主:104。为建立如此庞大的措施，江泽民向海外投资者寻求投资合作，并在国际资本市场上融资32亿美元，其中14亿美元分别用于地铁、桥梁和基础建设；此外他发行公债以募集资本:105。1986年11月，国务院批准了这一规划，并宣布将上海建设成为亚洲最大的工业和贸易中心:110。
1986年，江泽民以市长身份接待了英国女王伊丽莎白二世和德国统一社会党总书记昂纳克:110。作为中国经济中心的市长，江泽民主持过数百次接待工作，此事也帮助他成为谋求建立密切关系的高手。此外，邓小平每年都在上海过春节，也使邓小平更深入了解江泽民的能力和风格:111。
1985年9月，北京的大学生开始举行抗议活动，各地也爆发了一些群众运动。1986年12月，抗议活动开始蔓延至全国，史称「八六学潮」，广大学生纷纷就改革开放的速度过慢表示抗议，并提出了民主法治和经济自由等要求。学潮在上海达到高潮:407，十几所上海高校的学生都走上大街游行示威，人数最多的一星期里，每日游行学生达数万人，早在1980年代初就已禁止的大字报（在毛泽东支持下流行于文革时期）也开始重现:113。大陆文献认为这些抗议者过于激进、盲目、无知，但也承认这是「中国历史的重大事件之一」、「时代转化的标志」:485。对此，邓小平认为这是少数人煽动的结果，因此责任在于「别有用心者」而非学生；江泽民和中共上海市委同僚在上海体育馆召开了大会，要求所有党员行动起来去将抗议活动压制住，八千名党组织书记参与了本活动。江澤民親自到上海交通大學發表講話安撫學生，並用英文背誦葛底斯堡演說。年底时，上海的學潮被平息:117。学潮平息后不久，「反对资产阶级自由化」运动正式开始，时任中共中央总书记的胡耀邦受到党内保守派施压，被迫在1987年1月召开的中共中央政治局扩大会议上主动请辞:75:33:42。
1987年11月2日，在中共十三届一中全会上，江泽民当选为中共中央政治局委员，晋升副国级，成为党和国家领导人。江泽民的上级，时任中共上海市委书记芮杏文也在中共十三届一中全会上当选中共中央书记处书记，江泽民随后接替进入中央的芮杏文出任中共上海市委书记。
1988年4月朱镕基接替他上海市长一职，两人性格迥异、却相处融洽，这一密切关系一直持续到两人执政整个国家:122。朱镕基的强势魄力和高效工作能力，使得江泽民从日常事务中摆脱出来，能够更加专注于政治事务。1988年1月，他率领上海市代表团到广东省考察，这一谦虚的求教使上海更迅速吸取广东成功发展的经验，在上海工业部门迅速推行结构转变、权力下放，并尝试股份制改革:123。
在处理上海经济的同时，江泽民已年近63岁。尽管传统上退休的高级领导人可以选择担任全国人大常委会副委员长或全国政协副主席，但他更愿意担任上海交通大学的教授:126。他与好友沈永言联系出版《机械制造厂电能的合理使用》:126，并于1989年3月24日受聘为上海交通大学兼职教授，做了题为《能源发展趋势及主要节能措施》的学术报告，而正当江泽民忙于为离开政界的生活而规划时，发生在北京的八九学运把他再次推进政治漩涡中心:127。

### 在六四事件中
1989年4月15日，前中共中央总书记胡耀邦病逝；次日北京大学的学生开始冲入天安门广场，打出条幅旗帜要求结束腐败、加强民主和新闻自由。很快，上海华东师范大学也开始游行示威:131，上海市政府立即警告并控制运动防止失控:132。与此同时，上海由钦本立主编的《世界经济导报》开始报道游行示威，并计划刊出专版批评「反对资产阶级自由化」运动违背民意:133。江泽民指示负责宣传的中共上海市委副书记曾庆红和市委宣传部长陈至立调查此事，并邀请导报名誉主编汪道涵说服钦本立删减内容:133。然而导报仍将未经修改的期刊面世，結果引起江泽民震怒:135-136。中共上海市委解除了钦本立职位、并停刊导报:137，果斷行動贏得黨內元老正面評價。
在北京，天安门广场上的学生对胡耀邦的悼念逐渐演变为全国示威，4月26日《人民日报》头版发表了四二六社论，将学生运动定为「极少数人发起的反革命动乱」，江泽民召开万名党员大会，要求学习四二六社论。四二六社论发表三天内，北京方面接收到各方的三十六份报告，普遍认为定性过高。5月2日，上海学生为抗议《世界经济导报》受到当局整肃而游行，5月7日，北京高校学生自治联合会成员王丹召开民主沙龙，号召继续罢课，声援准备到中国记协对整肃《世界经济导报》一事举行抗议的记者。此后一周，学生围绕四二六社论的「动乱」定性问题与政府陷入僵持，随后出现绝食运动。与此同时，刚从朝鲜返回国内的中共中央总书记赵紫阳对上海市委的行动表示不满；而5月3日，数千名上海市民和学生参加游行示威，要求中共上海市委罢免江泽民的书记职位，并恢复导报:138。在中共党内，矛盾也逐渐升级:139。在连续时间的发酵下，上海市的示威群众达到了10万余，而在上海市政府台阶上绝食的学生一度超过450名:140-141。

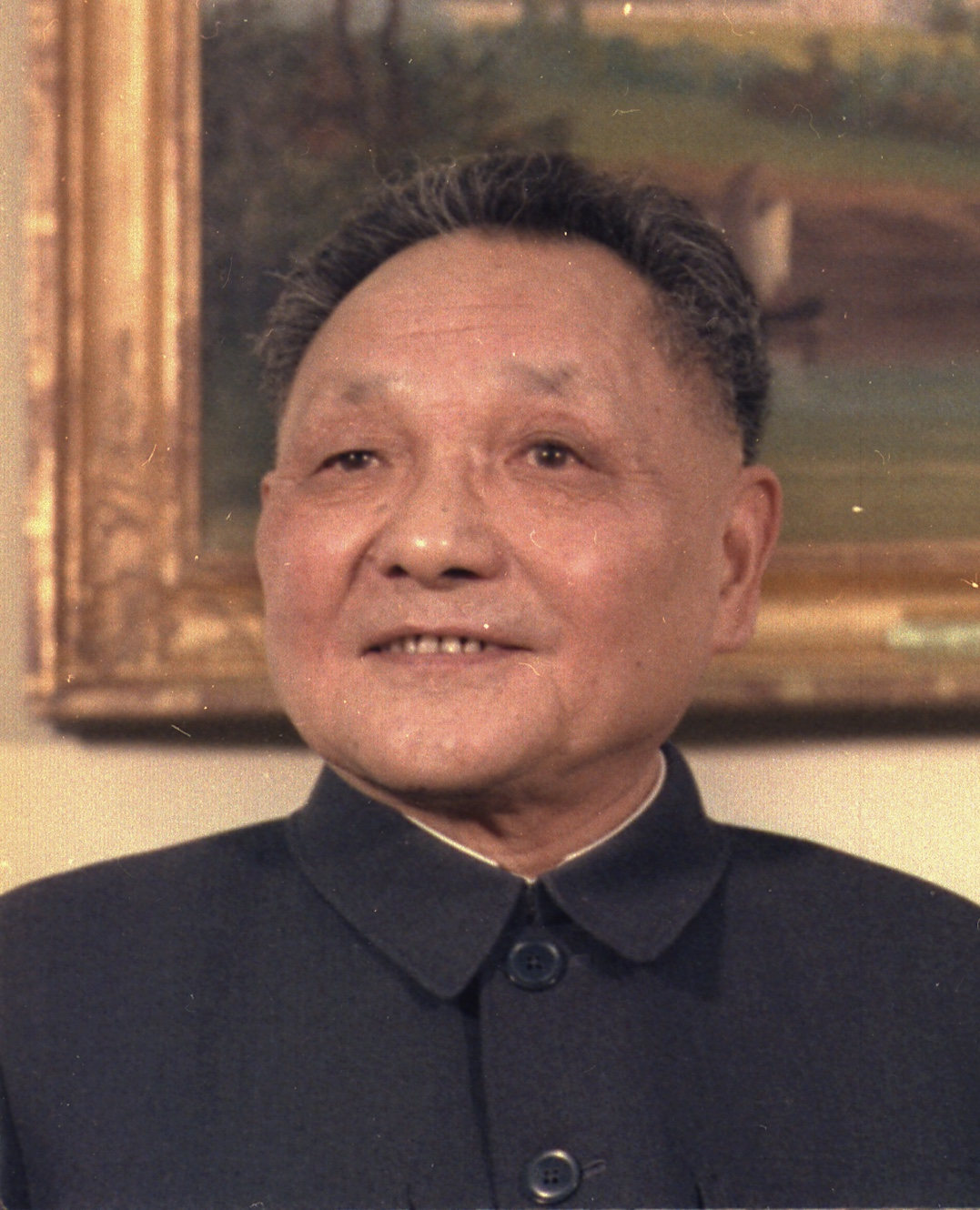
邓小平等中共元老将江泽民选定为总书记接班人

中共中央总书记赵紫阳从朝鲜回国召开中央政治局会议，部分与会人员对江泽民提出批评，认为江泽民的做法使事态扩大。5月10日，江泽民向赵紫阳谈缓解矛盾的想法并取得了赵紫阳的认同。但为免外界认为上海是在中央的压力下才这样做，赵表示由上海自己解决，中央不做干预:35。赵紫阳的秘书鲍彤说「解铃还需系铃人」，於是江澤民返回上海解决导报问题。5月16日下午，江泽民召开上海部分知识分子座谈会，江泽民在座谈会上甚至对自己开骂。同日，赵紫阳在会见苏共中央总书记戈尔巴乔夫时，向其透露邓小平是真正的掌舵人后，邓小平与赵紫阳之间产生嫌隙。
1989年5月20日上午，邓小平在住地同陈云、李先念、彭真、杨尚昆、王震、李鹏、乔石、姚依林、宋平等开会，提议江泽民出任中共中央总书记。5月23日，江泽民接到中共中央书记处的紧急通知，要求立即乘坐专机赶往北京。抵达北京南苑机场后由專人带往邓小平的西山别墅；邓小平当面提出由江泽民出任新的总书记，令江泽民倍感压力:147-148，他在很多年后回忆此时为“高处不胜寒”:143，因为当时他怀疑自己很难在北京立足。会后，国家主席杨尚昆要求江泽民将全国人大常委会委员长万里留在上海，以使戒严令无法扭转。邓小平后来也提出了类似的要求并赞扬了他的处理。江泽民随后在机场接应了万里并立即递过“邓的亲笔信”。江泽民交底，如万里不答应就将万里留在上海。于是，5月27日万里公开声明同意中央颁布的戒严令。5月29日，江泽民再次紧急调入北京:145。5月31日，邓小平对李鹏、姚依林做了政治交代：
“第一，要改换领导层。新的领导机构要使人民感到面貌一新，感到是一个实行改革的有希望的领导班子。这是最重要的一条。这是向人民亮相啊！”“如果我们摆一个阵容，使人民感到是一个僵化的班子，保守的班子，或者人民认为是个平平庸庸体现不出中国前途的班子，将来闹事的情形就还会很多很多，那就真正要永无宁日。”“第二，要扎扎实实地做几件事情，体现出我们是真正反对腐败，不是假的。”“对腐败的现象我也很不满意啊！”“腐败的事情，一抓就能抓到重要案件，就是我们往往下不了手。这就会丧失人心，使人们以为我们在包庇腐败。这个关我们必须过，要兑现。”“希望大家能够很好地以江泽民同志为核心，很好地团结。只要这个领导集体是团结的，坚持改革开放的，即使是平平稳稳地发展几十年，中国也会发生根本的变化。”
六四事件中，北京以暴力手段和平民的伤亡收场，而上海的处理结果相对更温和、鲜有使用武力，同时对《世界经济导报》的处理也很果断。江泽民的政治能力、外交经验和专业技术为他能够胜任总书记一职加分，他没有“小团体”的特点也成为中共元老们看重的优势:585:145，这些因素使江泽民得以进入中央。中共元老们（邓小平、陈云、李先念、杨尚昆、薄一波）對江澤民很赞赏，并表决以江泽民取代赵紫阳，担任新的中共中央总书记:142:583。经李先念提名，陈云推荐，得到邓小平同意，江泽民成为新的接班人。这一安排也被外界认为是邓小平阵线和陈云阵线的一种妥协。趙紫陽则因招致邓小平、陈云、李先念等元老的不满，遭免去黨內外一切职务，最終在軟禁中度過了生命中最后15年，於2005年逝世。赵紫阳下台后在回憶錄《改革历程》中声称江泽民对他「上海自己解决，中央不干预」这一处理方法并不满意，并把此事作为赵支持学潮的罪状之一:35。而对于升任总书记，江泽民本人在2009年回顾此事时则用一句“一个人的命运啊，当然要靠自我奋斗，但是也要考虑到历史的行程”来总结，并引用了林则徐《赴戍登程口占示家人》中的诗句“苟利国家生死以，岂因祸福避趋之”，意指其是在中共“面临空前巨大的困难和压力”的背景下临危受命，当选总书记，成为最高领导人的。

### 升任总书记
1989年6月，在中共十三届四中全会上，江泽民当选为中共中央政治局常委、中央委员会总书记。6月23日至24日，中共十三届四中全会审议并通过中共中央政治局常委兼国务院总理李鹏代表中共中央政治局提出的《关于赵紫阳同志在反党反社会主义的动乱中所犯错误的报告》:1282。全会决定，撤销赵紫阳的中央委员会总书记、中央政治局常务委员会委员、中央政治局委员、中央委员会委员和中共中央军事委员会第一副主席的职务，并继续审查他。同时，全会不可避免地调整了中央领导机构的部分成员，其中包括增选江泽民、李瑞环、宋平为中央政治局常务委员会委员:148。江泽民在会上讲到，要坚持改革开放：“党的十一届三中全会以来的路线和基本政策没有变，必须继续贯彻执行。在这个最基本的问题上，我要十分明确地讲两句话：一句是坚定不移，毫不动摇；一句是全面执行，一以贯之。”:1283由此，中国共产党开始了以总书记江泽民为领导核心的党中央集体执政。1989年7月，已担任总书记的江泽民卸任中共上海市委书记职务，随后由副书记兼市长朱镕基接任。
然而这一任命对江泽民家人而言却并非是轻松快乐的事:149；主流西方媒体并不看好江泽民的继任，并列举毛泽东、邓小平的历任接班人结局均不佳（刘少奇、林彪、华国锋、胡耀邦、赵紫阳）:149，他们甚至认为这可能是临时继任政府:148。江泽民还需面临六四事件后停滞的经济改革和政治改革；混合所有制经济再度打乱，外国投资几近干涸:151。而个人方面，他的家人和朋友仍在上海，周围的同僚在中央政府的经验均比他丰富:153；在军队和政府高层没有支持他的关系网，对下也没有个人的班底。在回忆起这段往事时，江泽民评价道，「我感到如临深渊、如履薄冰」:153。
1989年8月，江泽民前往上海视察，由同事朱镕基、吴邦国、陈至立陪同（后来均调入中央），期间任命中共上海市委副书记曾庆红（曾山之子）担任中共中央办公厅副主任:599，不久后他的秘书贾廷安担任总书记办公室主任:155。江泽民的领导努力也得到了邓小平的肯定与赞赏。邓小平说：「以江泽民同志为首的领导核心，现已卓有成效地开展工作」。9月4日，邓小平提出辞去中国共产党中央军事委员会主席的职务:1288。同年11月，时年85岁的邓小平退休，中共十三届五中全会决定江泽民为中共中央军事委员会主席。1990年3月，在七届全国人大三次会议上，江泽民当选为中华人民共和国中央军事委员会主席。不过邓小平仍是中国的领导中枢，他安排杨尚昆、杨白冰兄弟分别担任中共中央军委副主席、中央军委秘书长兼总政治部主任:1296。
在外部环境上，随着东欧剧变的推进，新的中国领导人仍然面临着社会主义阵营的多米诺骨牌式崩溃。1989年的东欧剧变也对社会主义制度产生了巨大影响。1990年3月，江泽民选择朝鲜民主主义人民共和国作为首次以总书记身份出国访问的对象:167；与此同时，他保持着和学术界、新闻界的联系:170；这些措施逐渐形成江泽民在任初期「稳定压倒一切」的策略:170。1990年9月1日，江泽民在新疆考察工作时表示：「我们伟大的中华民族，是由50多个民族构成的。在我们祖国的大家庭里，各个民族的关系是平等、团结、互助的社会主义新型民族关系，汉族离不开少数民族，少数民族离不开汉族，少数民族之间也相互离不开。各民族同呼吸、共命运、心连心，谁也离不开谁。」這句話後來概括為「三个离不开」。1991年初，江泽民率团访问苏联，但未能达成出售飞机和军事技术的协议。8月，苏联发生政变（八一九事件），苏共中央总书记兼苏联总统戈尔巴乔夫遭囚禁，随后俄罗斯总统叶利钦平息了政变，但苏联已无回生之机:171。1991年12月25日，苏联解体。东欧剧变和苏联解体在当时深深震撼着中国领导人；江泽民将苏联失败的原因归结为苏联没有处理好复杂的多民族之间关系，并认为苏联将重心过于放置在政治改革而非经济上。因此中共中央认为，只有经济繁荣才能保住中共的执政地位:172。
1992年初邓小平南巡，并重申改革开放的重要性，以对抗在中共党内升温的保守主义:1341-1345:178-179，并促使中共中央及各级政府将工作重心转移到加快经济改革与发展中:180。邓小平在南巡期间曾经在珠海召开了高级军事会议，出席会议的有军委副主席杨尚昆、刘华清和军委秘书长杨白冰，绕过军委主席江泽民。会上邓小平重申：「谁不改革，谁就下台……我们的领导看上去像是在做事，但他们没做任何有用的事。」出席会议的军队领导人的强大阵容表明，如有必要，军队高层愿意拥护新领导人。2月24日《人民日報》做出響應報導，迫使當時的中共中央總書記江澤民和國務院總理李鵬公開支持已無任何党职和公职的邓小平的改革開放政策；而中共中央政治局當年3月初發佈相關的正式決定，使中共再次确立改革开放方向。同年，中国国内生产总值增长到12.8%，远高于此前估计的6%；而从1992年起，中国的经济增长率始终高居世界首位:182。中共中央政治局1992年3月9日至3月10日在北京召開全體會議，由中共中央總書記江澤民主持，討論中國改革和發展，強調必須堅定不移貫徹執行「一个中心、两个基本点」，抓住當前有利時機，加快改革開放步伐，集中精力把經濟建設搞上去，沿着有中國特色社會主義道路繼續前進；會議認為，解放和發展生產力，是中國共產黨領導人民建設社會主義根本任務，為此必須堅持以經濟建設為中心，堅持四項基本原則，堅持改革開放:1。政治局全體會議強調，改革開放膽子要大一些，勇於創新，敢於試驗，必須進一步解放思想，堅持實事求是；判斷姓「社」姓「資」，應該主要看是否有利於發展社會主義社會生產力，是否有利於提高人民生活水平:2。6月，江澤民在中央黨校對省部級幹部進修班講話，深刻領會和全面落實鄧小平重要談話精神，表明「左」的表現主要是停留在過去對馬克思主義某些原則、某些本本教條式理解上，或者停留在過去對社會主義一些不科學認識上，或者停留在改革開放前那些不正確思想和政策上，而不是用馬克思主義分析客觀實際，因此不容易接受改革開放，甚至認為搞改革開放就會走向資本主義道路，仍用過去那種「階級鬥爭為綱」思想來影響以至衝擊經濟建設為中心；表現右主要是懷疑和否定四項基本原則，搞資產階級自由化，甚至制造政治動亂，企圖改變社會主義制度和改革開放正確方向:35-40。歷史上「左」錯誤泛濫時間長、影響深，帶着一些革命色彩，容易迷惑人，需要提醒領導幹部要特別注意防止「左」干擾，是妨礙生產力發展原有模式和做法主要阻力:41。9月21日，江泽民主持召开中共中央政治局常委会会议，正式批准了中国载人航天工程。

### 连任两届总书记
1992年10月12日，在中国共产党第十四次全国代表大会上，江泽民作报告《加快改革开放和现代化建设步伐，夺取有中国特色社会主义事业的更大胜利》，提出确立邓小平建设有中国特色社会主义理论在全党的指导地位，确定中国经济体制改革的目标是建立社会主义市场经济体制，强调抓住机遇，加快发展，集中精力把经济建设搞上去。十四大确定「建设中国特色的社会主义」成为中共的指导思想:1352。并明确指出国家经济体制改革的目标就是建立「社会主义市场经济体制」、强调党必须把精力放在经济建设上:184，江泽民还提出在2000年之前经济每年增长8—9%；而以实施科教兴国战略的火炬计划也得以加速:185。在中共十四届一中全会上，江泽民当选为中共中央政治局常委、中央委员会总书记，全会决定江泽民为中共中央军事委员会主席。十四届一中全会也形成了更年轻的、具有改革头脑的政治局常委会，包括了新晋的副总理朱镕基和书记处书记胡锦涛；并且不再设立中共中央顾问委员会，标志着以陈云为首的中共元老全部退休；这些措施都加强了江泽民的决定权和领导灵活性:185。江泽民也在所有方面加强他的权力，他成为党内中央财经领导小组、中央外事工作领导小组和中央对台工作领导小组的组长，由此他可以直接负责决策。此外，他以前的同事、上海市委书记吴邦国，以及外交部长钱其琛进入了政治局；丁关根担任中共中央宣传部部长；曾庆红担任中共中央办公厅主任:185。
1993年3月，在第八届全国人民代表大会一次会议上，江泽民当选为中华人民共和国主席和中华人民共和国中央军事委员会主席。江泽民以支持2,909票接替杨尚昆当选国家主席；同年3月提升曾庆红担任中共中央办公厅主任，成为总书记的首席幕僚；7月，国务院副总理朱镕基獲全国人大任命兼任中国人民银行行长:194，负责当时严重的通货膨胀:195。而此前海峡两岸政府分别授权的海峡两岸关系协会（汪道涵任会长）、海峡交流基金会（辜振甫任会长）展開了基於九二香港会谈的汪辜会谈并达成九二共识，促成海峡两岸沟通交流，这主张也长期影响着海峡两岸政治关系:197，台湾问题也是江泽民时期中美关系的最大症结。6月15日，江泽民在中南海会见到访的马来西亚首相马哈迪·莫哈末时指出，海外一些舆论认为中国已经是世界第三大经济强国，是高估了中国的经济实力。11月17日，江泽民访问美国，与新任美国总统克林顿会谈，尽管双方的首次见面非常拘谨且无多少成效，但也客观上促使了双方的互通:199。1994年9月，他访问俄罗斯、乌克兰、法国，确定中国与俄罗斯建立「建设性合作伙伴关系」，并在军事合作和边界划界问题上签署了一系列协议:207。
1995年，随着北京市副市长王宝森自杀案爆发，北京市委书记陈希同也因受贿案遭撤职:215；江泽民也借此案清查政务系统的贪腐案件:216。同年，中华民国总统李登辉访问美国，江泽民领导的中共中央表现出强硬姿态，推进军事演习，并导致第三次台湾海峡危机。经过短暂的关系缓和期及第二次汪辜会谈后，1999年李登辉又提出两国论并再度引发两岸关系紧张:218-219。
1997年2月，随着邓小平去世，江泽民对中国大陆党和国家的政治有了更好的控制和领导力，邓小平去世后不久，江泽民于5月29日在中共中央党校省部级干部进修班的毕业典礼上发表讲话，有條不紊阐述自己的治国理念，并直白批判「左」的危害，陈述了坚持与深化改革开放的重要性，之后中国大陆掀起了一场批「左」和深化市场经济的思潮。9月，在中国共产党第十五次全国代表大会上，江泽民作报告《高举邓小平理论伟大旗帜，把建设有中国特色社会主义事业全面推向二十一世纪》，阐述邓小平理论的历史地位，提出党在社会主义初级阶段的基本纲领，明确公有制为主体、多种所有制经济共同发展是社会主义初级阶段的一项基本经济制度，强调依法治国、建设社会主义法治国家，明确改革开放和现代化建设跨世纪发展的宏伟目标。1997年9月12日，江泽民在大会上提出两个一百年的奋斗目标，重审三个有利于的理论，并强调中国正处于「社会主义初级阶段」:249。大会正式将邓小平理论作为党的指导思想写入党章:1379-1381。从此，中国的各派势力都很难再从根本上挑战「坚持改革开放，发展市场经济」这一政策。在中共十五届一中全会上，江泽民当选为中共中央政治局常委、中央委员会总书记，全会决定江泽民为中共中央军事委员会主席。在具体改革中，他强调要将中国国有企业重组为股份制公司，并重视资本与现代金融市场手段；而在党内政治改革中，首次在中共中央委员选举中采取无记名投票:249-250。
1998年3月，在第九届全国人民代表大会一次会议上，江泽民当选为中华人民共和国主席和中华人民共和国中央军事委员会主席，江以2882票赞成、4票反对、3票弃权，得票率97.79%的情况连任国家主席，按照1997年秋的中共十五大决定，朱镕基担任国务院总理、李鹏担任全国人大常委会委员长。而年轻的政治局常委胡锦涛出任国家副主席:287。新一届政府和中央政治局使得江泽民的改革措施有更新更强的变革，朱镕基主导了国务院机构改革，精简机构、改善职能，裁撤11个部委以及近50万地方公务员，成功抵御亚洲金融危机:288-289、1998年中国水灾:297。1998年5月4日，江泽民在北京大学100周年校庆上提出了建设世界先进水平一流大学的985工程。1998年7月22日，江泽民在解放军四总部在北京联合召开的反走私大会上宣布，「中央决定，军队和武警部队对所属单位办的各种经营性公司要认真进行清理，今后一律不再从事经商活动。中央同时决定，地方各政法部门对所属单位办的各种经营性公司也要认真进行清理，今后也一律不再从事经商活动。」1998年12月15日，军队和武警部队所办的经营性企业全数完成脱钩，军队和武警部队正式退出商业领域。与此同时，两院三部（法院、检察院、公安部、司法部、国家安全部）所办企业脱钩工作也进入最后阶段。
1999年4月25日，过万名法轮功学员突然聚集在北京中南海外的府右街和西安门大街上訪，要求结束中国公安机关对法轮功学员正在增强的骚扰，并释放天津被捕的学员:308-309。此事令江泽民感到震怒，并怀疑有外部势力暗中施加影响:309。尽管事情很快得到缓解，法轮功迅速取缔。但另两件事情爆发：以美国为首的北约在科索沃战争中轰炸了南斯拉夫联盟共和国首都贝尔格莱德的中国大使馆（美国轰炸中国驻南联盟大使馆事件）:310，以及美国国会指控中国政府窃取美国核机密（李文和案）:311。五八事件引起了中国反美示威活动，民众指责江泽民对美国过于软弱:312。然而在中美双方领导人的主动沟通下，中国和美国仍然加速了中国申请加入世界贸易组织的进程:313。1999年9月22日，胡锦涛当选中共中央军委副主席，成为江泽民最强有力的候选接班人。同年11月，神舟一号发射成功，标志着江泽民于1992年批准的中国载人航天计划获得成功:320。同年中共中央和国务院开始大规模的治理腐败活动，包括涉及数百名官员的厦门远华特大走私案；以及江西省人民政府副省长胡长清案，胡长清也成为中华人民共和国改革开放后第一位因贪腐罪名而被法院判处死刑的副省级高官:321。
2000年2月25日，江泽民在广东高州视察期间发表讲话，提出了“三个代表”重要思想。这一年江泽民开始将中国改革的重点放在中国的中西部，并因此产生了西部大开发决策:330，产生了西电东送、南水北调、西气东输和青藏铁路四大项目，以解决中国日益严重的贫富差距:332。同年，全国人大常委会副委员长成克杰被判处死刑，他成为迄今为止因贪腐罪名而被法院判处死刑的最高级别官员。
2001年7月1日，江泽民在中国共产党成立八十周年大会上发表讲话，提出允许民营企业家入党。2001年7月13日，中国成功获得2008年夏季奥运会主办权，并于同年12月11日顺利加入世界贸易组织:377。2001年9月11日，美国遭受恐怖主义袭击，江泽民主动向美国总统乔治·沃克·布什致电慰问:386，由于中国的主动示好和美国在此后发动的「反恐战争」，在中美撞机事件后陷入低谷的中美关系得以回升:388。

### 留任军委主席
2002年11月8日，在中国共产党第十六次全国代表大会上，江泽民作题为《全面建设小康社会，开创中国特色社会主义事业新局面》的报告，提出全面建设小康社会的奋斗目标，阐述全面贯彻“三个代表”的根本要求。11月15日，在中共十六届一中全会上，76岁的江泽民卸任中共中央总书记，由胡锦涛接任，但江泽民留任中国共产党中央军事委员会主席:420。他在党内长期讨论的三个代表理论，也在中共十六大上写入《中国共产党章程》:421。
2003年3月，在第十届全国人民代表大会一次会议上，江泽民当选为中华人民共和国中央军事委员会主席。同时，胡锦涛接任国家主席:425。2004年3月14日，三个代表理论在十届全国人大二次会议上正式写进中华人民共和国宪法。

### 退出政坛及晚年

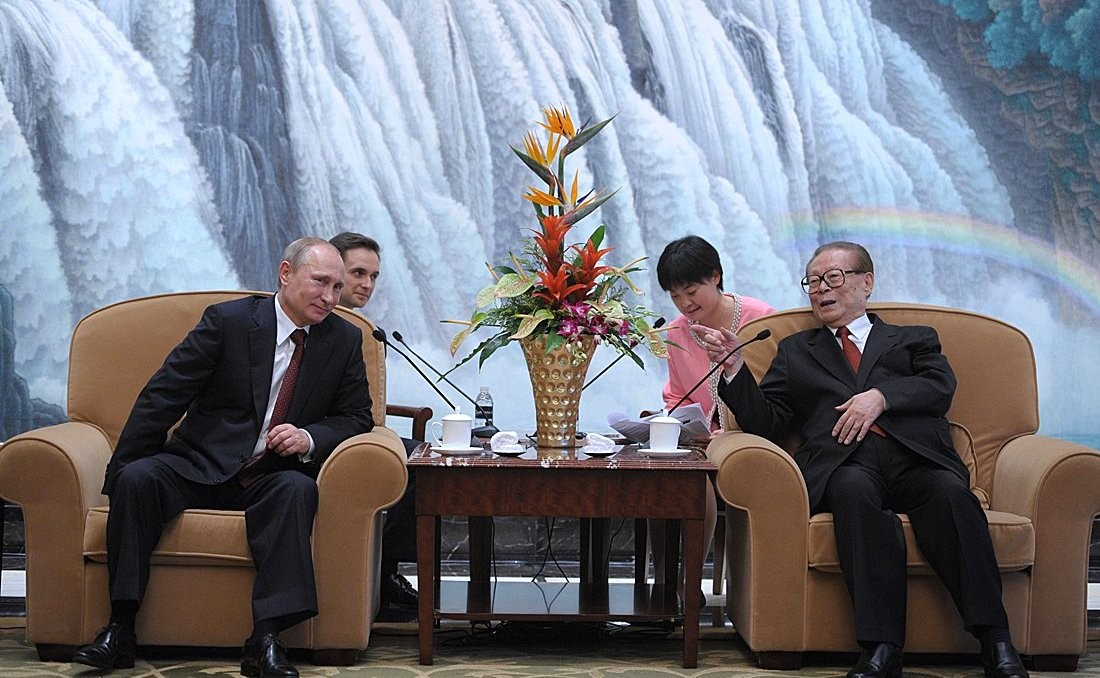
2014年5月20日，江泽民与俄罗斯总统普京在上海会面

2004年9月1日，78岁的江泽民致信中共中央政治局请求辞去中央军事委员会主席职务。9月19日，中共十六届四中全会同意了江泽民辞去中共中央军委主席一职，决定由胡锦涛接任:449。2005年3月十届全国人大三次会议第二次全体会议，通过关于接受江泽民辞去中华人民共和国中央军事委员会主席职务的请求的决定。3月8日，江泽民退休，随后由胡锦涛接任。此后直至2007年，江泽民仍然担任了若干届全国人大主席团成员和中共十七大主席团主要成员，参与历次党的全国代表大会和全国人大会议。
退休后的江泽民大部分时间住在上海，其公寓在上海交通大学徐汇校区附近。每年4月清明节期间，江泽民都要回乡祭祖。2009年4月23日，江泽民回到杭州他曾工作过的中国联合工程公司（原机械工业部第二设计研究院）视察，在和该单位干部职工座谈时，对自己担任中央领导期间的工作作了很简单的总结：「到了北京我干了这十几年也没有什么别的，大概三件事。一个，确立了社会主义市场经济。第二个，把邓小平理论列入党章。第三个，就是『三个代表』。如果说还有一点成绩，就是军队一律不得经商，这个对军队的命运有很大的关系。因为我后来又干了一年零八个月，等于我在部队干了15年军委主席。还有98年的抗洪也是很大的。但是这些都是次要的，我主要的就是三件事情。」他还曾去瘦西湖、泰山、中国国家博物馆、上海科技大学等地视察。
退休后的江泽民在学术方面也有所成就。2006年8月10日，《江泽民文选》出版。江泽民亲自主持编辑和逐篇审定《江泽民文选》（一至三卷），主要收入江泽民从1980年代末至2000年代初代表和独创的主要著作，为学习“三个代表”重要思想提供教材。2008年3月，江泽民在上海交通大学2008年第3期《上海交通大学学报》上发表学术论文《对中国能源问题的思考》；同年10月，又在同一刊物2008年第10期上发表了题为《新时期我国信息技术产业的发展》的论文。
退休以后，在重大集会场合，江泽民与其它领导人仍然同时出现，官方播报的排序仅次于中共中央总书记。2013年1月，江泽民向中共中央请求更改礼宾次序，将自己与退休老同志排在一起。江泽民出席过的场合包括：汶川大地震追悼、2008年北京奥运会、庆祝中华人民共和国成立60周年大会、玉树地震追悼、辛亥革命100周年纪念大会、庆祝中华人民共和国成立65周年音乐会及招待会、纪念中国人民抗日战争暨世界反法西斯战争胜利70周年大会、张震送别仪式、中国共产党第十九次全国代表大会开幕式和闭幕式、李鹏送别仪式等。2014年5月20日，已经退休十余年的江泽民在上海与俄罗斯总统普京会面。自2019年2月14日起，江泽民超过邓小平成为最长寿的中国最高领导人。
2019年10月1日，江泽民出席庆祝中华人民共和国成立70周年大会，这是他最后一次在公众场合露面，此时江泽民走路已经需要人搀扶。此後江澤民雖未有再公開露面過，但屢次以致贈花圈等形式向逝世的官员或名人表達哀悼。在2021年庆祝中国共产党成立100周年大会上，江泽民并没有出现。2022年，江泽民受邀成为中共二十大主席团常务委员会成员，但同樣未出席会议。期间社交媒体上开始流传其在2022年8月17日的寿照。
据不具名的接近江泽民家庭的人士透露，江泽民的健康状况多年来一向良好，并称他喜欢游泳和戏水，在新冠疫情爆发前有前往北戴河区的习惯。该名人士同时表示江泽民退休后「不干预政治了」。

### 逝世
2022年11月30日中午12时13分，江泽民因患白血病合并多脏器功能衰竭，抢救无效，在上海华东医院逝世，享年96岁。下午16时34分新华社發布《告全党全军全国各族人民书》，公布江泽民逝世的消息。按照惯例，江泽民治丧委员会的主任委员由中共中央总书记、国家主席、中央军委主席习近平出任。
2022年12月1日中午12时10分，江泽民的起灵仪式在华东医院告别室举行，其灵柩随后被运送至上海虹桥机场。下午15时55分，江泽民的灵柩在中共中央书记处书记蔡奇等人的护送下运抵北京西郊机场，习近平等前往迎灵。
2022年12月5日上午10时，江泽民的遗体由中国人民解放军总医院告别室移送至北京市八宝山革命公墓火化，时任中共中央总书记习近平、前任中共中央总书记胡锦涛以及其他党和国家领导人皆前往送别。上午11时许，江泽民的遗体火化。
2022年12月6日上午10时，江泽民的追悼大会在北京人民大会堂万人大礼堂举行，追悼大会由蔡奇主持，习近平致悼词。习近平于悼词中赞扬江泽民在中共十六大筹备期间“主动提出不再担任中央领导职务，以利促进党和国家高层新老交替”，2004年又主动辞去中央军委主席的职务。
2022年12月11日中午12时35分，遵照江泽民本人生前遗愿及其亲属意愿，江泽民的骨灰由扬州舰护送至长江入海口撒入长江大海。

## 施政决策与理念

### 改革开放和经济发展
在世界政治经济稳定的大背景下，江泽民坚持并丰富了市场经济体制。加之其任用的精通经济的朱镕基总理的努力，江泽民执政时期中国基本实现了经济高速发展、政治稳定和国家开放，中国民众的生活水準也有所提高，在此期间中华人民共和国如期实现了香港和澳门的主权交接，并获得了2008年在北京的夏季奥运会、2010年在上海的世界博览会主办权。2001年，中国成功加入世界贸易组织，促使中国吸引大量外资进入，保证了中国经济的繁荣及高速发展；而成为世界工厂后的中国，却不可避免造成了贫富差距扩大和环境污染等问题。

### 外交政策
江泽民时期的中国外交政策主要集中在中美关系及中国与周边国家关系。

#### 中美外交关系
中美关系的核心点集中在台湾问题、两国人权问题、霸权主义与多极国际格局主张。随着9·11恐怖袭击及小布什政权建立，反恐行动也成为中美外交的核心之一。
1993年7月23日起，美国声称握有确凿证据，指责「银河号」货轮载有可以制造化学武器的硫二甘醇和亚硫酰氯运往伊朗的阿巴斯港。美国8月3日在与中国外交部的又一次交涉中，要求中国政府命令「银河」轮返回出发地；或由美国人登船检查货物；或者索性停留在某地点听候发落。美国还向该货轮计划停靠的港口所在国要求阻止该货轮按计划进港卸货。期间美国派出军舰、飞机对银河号跟踪监视，并要求银河号返航。「银河号」在印度洋的国际公海海域上被美军军舰截停并扣留长达三周之久。在美国的压力下，中国态度软化并最终让步，同意在第三方参与下检查船隻。8月28日，沙特和美国的联合调查人员检查停靠在达曼港附近朱科勒海军基地的银河号。9月4日，「银河号」货轮上第628个，也是最后一个货箱检查完毕，没有发现任何化学武器，三方签订检查报告。「银河号」被迫中止正常航运长达33天。
1996年3月23日，中华人民共和国在中华民国第一次总统直选前夕举行军事演习，被解读为试图干预該場总统选举。选举期间美国出动了两組航空母舰舰群到台湾海峡。台海危机解除后，两国关系也逐渐好转，高层交流增加，双边会谈取得进展，双方在人权、核不扩散以及贸易领域舉行双边谈判。1997年江泽民访问美国，该次访问中，双方签署了关于贯彻1985年和平利用核能源合作有关协议等多份协议。1998年6月克林顿总统回访中国。
1999年美国轰炸中国驻南联盟大使馆事件，引发1999年中国反美示威活动，中美關係一度受挫。2001年4月中国軍机在海南島對開监视美国侦察机引致中美撞机事件。经过磋商后美国总统小布什写信慰问江泽民，即「两封表示遗憾的信件」。美方人员在被拘留11天后返国；两国关系也随着此次事件的降温以及此后一系列事件而重新恢复。
9·11恐怖袭击后中美关系的本质有变。中华人民共和国公开强烈支持打击恐怖主义的战争。中国在联合国安理会投票支持安理会第1373号决议，支持美国等联军对阿富汗的军事打击，并在塔利班政权垮台后向阿富汗提供了1.5亿美元的人道救助。9·11之后中美开展了反恐方面的双边对话。之后美国不再将中国看作是最大的潜在威胁，转而注重中东局势以及恐怖主义威胁，美国认识到东亚局势必须保持稳定。

#### 中俄及周边国家关系

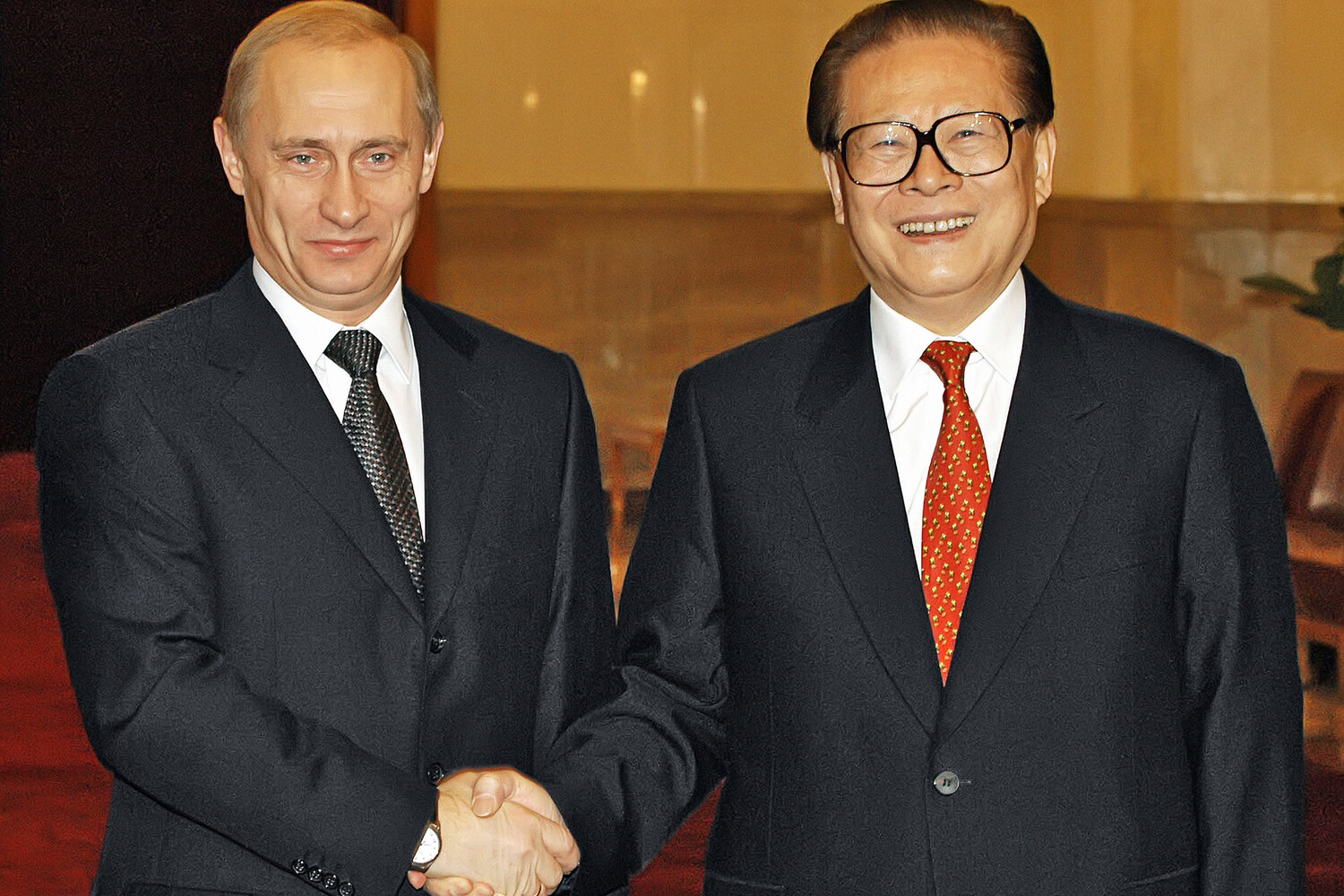
2002年10月2日，江泽民与俄罗斯总统弗拉基米尔·普京在北京人民大会堂举行双边会谈

1991年时任中国共产党中央委员会总书记江泽民分别与苏联共产党中央总书记兼苏联总统戈尔巴乔夫签署《中华人民共和国和苏维埃社会主义共和国联盟关于中苏国界东段的协定》及俄罗斯总统叶利钦签署《中俄两国政府间在彼此削减边界地区武装力量和加强军事领域信任问题上的相互谅解备忘录》。1999年12月叶利钦访中时与江泽民签署《关于中俄国界线东西两段的叙述议定书》。2001年7月江泽民再访莫斯科，与俄罗斯总统普京签定《中俄睦邻友好合作条约》，以条约形式肯定两国国界线。中国和俄罗斯之间98%的有争议边界，均是在江泽民在任时签订。2004年中俄两国重新勘定国界，将黑瞎子岛一分为二，其中西部回归中国。
与此同时，1990年后，中越关系回復正常，长达十一年的边境冲突得以结束，两国陆地边界最终划定，双方在北部湾划定中间线。2000年12月25日，江泽民代表中国与越方签署《北部湾划界协定》，将浮水洲岛（即越方称的白龙尾岛）正式划给越南，同时还签订中越北部湾渔业合作的《渔业协议》。北部湾划界后，仅广东省就减少传统作业渔场3.2万平方公里，占传统作业渔场的50%，近海资源状况堪忧。环球时报称「中方一贯重视和珍惜两国友好，中越在北部湾海上划界时，中国将历史上本来属于中方的白龙尾岛让给越方」。
2004年9月30日，程翔在明报以「江泽民要向中国人交待的一件事」为题发文称1999年12月9日江泽民和俄罗斯总统叶利钦签订「关于中俄国界线东西两段的叙述议定书」，单方面放弃对被苏联侵占领土提出要求，以新的『平等条约』来合法化旧的『不平等条约，使中国丧失约344万平方公里土地（不算外蒙古）』。对于这些土地，苏联领导人列宁曾三次（1919年至1923年）发表政府声明要归还中国。程翔故认为江泽民在此问题上不如共产党其他领导人，而且江泽民放弃那么多领土从谈判到最后签署条约的过程从未公开。程翔认为江泽民欠中国人民一个交代，有义务和责任向人民详细交代出卖中国领土的理由。2005年8月，北京国家安全局以间谍罪抓捕了程翔，称其是台湾国家安全局发展的情报人员。
2017年5月19日，莫斯科「欧亚每日新闻」网报道，俄文媒体纷纷转载题为「中方向塔吉克斯坦提出领土要求」的文章。2016年底，多位中国学者向政府要求重新勘探塔吉克斯坦部份领土，研究其是否自古以來属于中国。俄罗斯汉学家、历史学博士、阿列克谢·马斯洛夫教授日评论：「现在中国的官方及媒体上没有任何对俄罗斯归还被强占领土的正式要求，但是整个社会都没有忘了那些被占领土，整个民族对历史的记忆非常强烈。」自由亚洲电台报导提及一些中文媒体公布江泽民时期「卖国」的历史资料，显示江在没有任何外界压力之下，签协议向邻国「出卖」了大量领土，江同塔吉克斯坦在2002年签订协议，割让邻近帕米尔地区约2萬7000平方公里，使塔方获96.5％的有争议领土，不过在签订条约前，所有争议领土均为塔方宣称主权并实际控制，签订条约后中华人民共和国实际增加至少1,000平方公里的实际控制土地。

### 海峡两岸关系
1990年6月11日，时任中共中央总书记的江泽民在全国统战工作会议开幕式上就中国国民党主席李登辉的演说发表了看法，重申：只要双方坐下来，真正本着「一个中国」的原则，而不是搞「两个中国」、「一中一台」、「一国两府」，一切问题都可以提出来讨论、商量。此时，两岸关系趋于缓和，也对后来达成的九二共识和汪辜会谈的举行奠定了很好的基础。
1990年11月21日，台湾方面成立了得到台灣官方授权的与大陆联系与协商的民间中介机构——海峡交流基金会，出面处理官方不便与不能出面的两岸事务。随后大陆方面的对等机构海峡两岸关系协会也于1991年12月16日成立，并授权以坚持一中原则作为两会交往和事务商谈的基础。1992年10月28日至30日，两会在香港初步商谈，最终在11月16日达成「九二共识」。1993年4月27日至29日，海协会会长汪道涵和海基会董事长辜振甫在新加坡举行了「辜汪会谈」。这对推动两岸事务商谈、加速两岸经贸合作和各项交流，产生了深远影响:197。1995年1月30日，江泽民提出「和平统一进程的八点主张」（简称「江八点」）。
然而江泽民执政时期的台湾问题很大程度上是受到中美关系、台美关系所影响。1995年李登輝康乃爾大學之行中，李在康乃爾大學歐林講座發表題為「民之所欲，長在我心」的公開演說，被中國大陸方面認為鼓吹两国论，而使此前友善的海峡两岸关系急转直下、渐行渐远，并直接导致第三次台湾海峡危机:218。之後於1996年中华民国总统选举，李登辉再次当选。
2002年11月，即将卸任中共中央总书记的江泽民，在中共十六大报告中提出为统一中国的「三个可以谈」主张。

### 军事及国防建设
江泽民在接任中共中央军委主席后，面临了数次危机，军方高层杨尚昆、杨白冰兄弟曾一度架空江泽民，后通过争取邓小平支持后，逐渐获得军权（即杨家将事件）。在1995年—1996年台湾海峡导弹危机中，中华人民共和国武装力量遭遇了巨大的威胁，两艘美国航空母舰开进海峡附近巡航。这件事令江泽民痛定思痛，开始大规模建设国防、购买俄罗斯海军及空军武器，扭转了邓小平时代的军队经商、士气低落、军工接近崩溃的局面。1997年，江泽民在《实现国防和军队现代化建设跨世纪发展的战略目标》中提出了国防和军队现代化建设「三步走」战略，中国的军费也从1999年起开始快速增加。
江在任内曾下令严厉查处中国人民解放军遭到间谍泄密的问题，先后查处了数起重大间谍泄密案，其中以刘广智和刘连昆案最著名，其中刘广智案称为「建国以来最大的间谍案」，泄露的解放军机密在会影响到两岸在台海上空的制空争夺，会对解放军战力造成不良后果，而刘连昆案则直接牵涉到泄露了1996年中华民国总统选举和台湾海峡导弹危机中解放军军事演习的情况。2004年5月，江泽民在会见空军第十次党代表大会代表时强调：「要团结广大官兵积极投身中国特色军事变革伟大实践，为建设一支强大的现代化人民空军，为维护国家空防安全和祖国统一做出新的更大贡献」。

### 科技教育
江泽民的理工技术出身，促使他在执政时期注重科教发展。1989年12月，江泽民在国家科学技术奖励大会上指出科技进步对社会生产力发展的影响，并坚持将科学技术放在优先发展的战略地位。1992年10月，他在中共十四大上提出「确立科学和教育优先发展的战略地位」，并在1996年形成科教兴国战略。之后数年，国务院分别启动知识创新工程、技术创新工程、211工程、985工程等。
1992年9月21日，江泽民主持的中共中央政治局常委会会议正式批准中华人民共和国历史上规模最大的航天工程——中国载人航天工程。在工程的实施过程中，他曾多次前往北京航天城、酒泉卫星发射中心等地视察并接见鼓励参与研制的科技人员，还曾现场观看神舟三号载人试验飞船的发射。经过十多年的发展，中国在2003年成为继苏联/俄罗斯和美国之后世界上第三个掌握独立载人航天能力的国家。

### 三个代表
江泽民提出的“三個代表”重要思想写进《中国共产党章程》和《中华人民共和国宪法》，之前仅有毛泽东与邓小平享有此殊荣。有人认为三个代表是推动中国共产党转型的主要理论基础。2000年，江泽民首次提出「三个代表」重要思想：「中国共产党要始终代表中国先进社会生产力的发展要求、始终代表中国先进文化的前进方向、始终代表中国最广大人民的根本利益。」三个代表可以看作是对中国共产党及其党员的要求，并在2002年与2004年相继写入《中国共产党章程》和《中华人民共和国宪法》。

## 著作

### 代表作
- 《加快改革开放和现代化建设步伐，夺取有中国特色社会主义事业的更大胜利》1992年10月12日在中共十四大上的报告
- 《正确处理社会主义现代化建设中的若干重大关系》1995年9月28日在中共十四届五中全会上讲话，论十二大关系
- 《高举邓小平理论伟大旗帜，把建设有中国特色社会主义事业全面推向二十一世纪》1999年9月12日在中共十五大上的报告
- 《在新的历史条件下更好地做到“三个代表”》2000年2月25日在广东省考察工作时讲话
- 《全面建设小康社会，开创中国特色社会主义事业新局面》2002年11月8日在中共十六大上的报告

### 选编
- 《论三个代表》，2001年中央文献出版社，共收入文稿12篇
- 《论党的建设》，2001年中央文献出版社，收入党的建设的文稿54篇
- 《论科学技术》，2001年2月中央文献出版社，收录自1989年12月至2000年10月间科学技术方面的讲话、文章、书信、批示等共49篇
- 《论社会主义市场经济》，2006年4月中央文献出版社，收入1992年6月至2002年11月论述社会主义市场经济的文稿79篇

### 文集
- 《江泽民文选》全三卷，2006年人民出版社。收入1980年8月至2004年9月的著作，共有报告、讲话、谈话、文章、信件、批示、命令、题词等203篇
  - 第一卷，从1980年8月21日到1997年8月5日，共81篇。（中共十五大以前）
  - 第二卷，从1997年9月12日到2000年2月1日，共59篇。（中共十五大到“三个代表”提出前）
  - 第三卷，从2000年2月25日到2004年9月20日，共63篇。（提出“三个代表”以后）

### 专著
- 《中国能源问题研究》，2008年上海交通大学出版社。包括《对中国能源问题的思考》等论文。
- 《论中国信息技术产业发展》，2009年中央文献出版社。

### 译著
- 《机械制造厂电能的合理使用》（苏联 特莱霍夫著），1990年上海翻译出版公司。

### 其他
- 《江主席语录》，2017年由与膜蛤文化有密切联系的中国江学会出版。本书分为《江学三篇》及《江主席发言选》两部分，共收录江泽民在一九八六年十月十三日至二〇一六年三月二十八日的重要著作，共有讲话、谈话、文章、信件、题词等十五篇。2022年第二版增补了一篇《在交通大学一百周年校庆大会上的录音讲话》。
- 《江主席诗词》，2019年深圳江学会出版。收江泽民在一九八六年夏至二〇一一年四月五日作的诗词共十五篇。

## 家庭
江泽民的生父江世俊把自己的儿子江泽民过继與六弟江上青为嗣子，承嗣香火。江泽民有一妹江泽慧，曾任中国林业科学研究院院长，2007年1月退休。
江泽民1951年1月6日与王冶坪结婚。王冶坪作风低调，文静和善、含蓄谦逊，不干政。据传，王冶坪当年获悉丈夫进京担任中共中央总书记，曾经非常担心。王冶坪毕业于上海外国语学院，其祖父在上海是成功商人。二人缱绻情深，育有二子：
- 长子江绵恒（1951年4月8日—），毕业于美国费城的德雷克塞尔大学研究生院[155]，获电机工程学博士[154]。曾任中国科学院副院长兼任上海分院院长[156]，也曾担任上海汽车集团有限公司董事，中国网络通信集团有限公司董事，上海机场集团有限公司董事等多项职务。曾任神舟五号副总指挥、嫦娥工程副总指挥及神舟七号副总指挥[154]。后担任上海科技大学校长。
  - 长孙江志成（1986年1月22日—），毕业于美国哈佛大学经济系[157]，曾供职于美国高盛的直接投资部门，后加入了私募股权基金博裕投资顾问有限公司。
- 次子江绵康（1954年9月3日—），毕业于上海第二工业大学，后去德国进修[158]。曾任上海市城乡建设和交通委员会巡视员[154]。后任上海城市地理有限公司董事长。

## 轶事

### 才艺
2002年，俄罗斯总统普京曾指江多才多艺，在各国元首中传为佳话，又指江泽民俄语娴熟，能用英语和意大利语唱歌，自己「远远不如」。
江泽民以掌握多种語言著稱，以俄語、英語、吳語上海話、江淮官話揚州話为最佳。江泽民懂得英文、普通話、俄文、罗马尼亚文，还粗略会法语、德语和日語。還會模仿西南官話、粵語。江泽民曾向美国听众背诵林肯的演讲，也曾公开背诵《哈姆雷特》片段和《西風頌》詩句。
2011年，《领导干部外事用语丛书》首发，江泽民还为该书作序——《领导干部一定要努力学习外语》。
此外，江泽民在笛子、书法等领域也颇具才艺。据新华社报道，江一生钟爱西方古典音乐。每年参加节庆联欢活动或友好聚会，常登台「露一手」，或引吭高歌，用意大利语唱我的太阳或拉二胡，唱京剧。

### 流行文化
自2012年11月中共十八屆一中全会推选习近平担任总书记后，「膜蛤文化」開始在中国互联网上流行起来，部分网民趋向于怀念对言论管制相对宽松的江泽民，模仿江泽民的言行方式，并衍生出了各种流行文化。

## 评价
中共第二代最高領導人邓小平在1989年11月對訪華的时任朝鮮勞動黨總書記金日成介紹江泽民情况时说：「江泽民同志这四个多月的中央工作很扎实，而且这个人比较民主。」中國前國務院總理朱镕基在其所撰写的书籍：《朱镕基上海讲话实录》中记述其自认为江泽民在基层工作经验、地方工作经验和性情涵养这三方面优于自己。然而，前中共北京市委书记李锡铭却认为他是政治骗子、投机分子。
有评论认为江泽民的「三个代表」在中华人民共和国成立后的几代领导人中的思想是最开放的。比起毛泽东和邓小平的政治思想在国家发展的「路径」的探索上，确有许多先进性可言；但也有部分作者认为，江泽民的「三个代表」在理论上是「空的」、「吹大的」、「假的」，他本人被批为「假、大、空」。
另一方面，相对于江泽民退休后中国经济和社会所出现的各种混乱局面，江泽民时代中国经济发展迅速而有序，人民生活水平也有所提高；江泽民提拔了许多官员，外界将这部分官员称为「江泽民派系」。其中部分人（如黄菊、陈良宇、韩正、孟建柱等）得到了一定程度上的正面社会认可，而周永康、郭伯雄、徐才厚等因贪腐问题落马，则属于批评居多。
国务院新闻办公室为对外宣传需要，与曾在中国经商的美国银行家库恩谋划以非官方名义写作并推出《江泽民传》。库恩并非文史类作家，他也不懂汉语，不识中文；中共专门找到资深的中国作家配合此任务，秘密从事「零零一号工程」（即《江泽民传》）的写作。库恩在其撰写的《他改变了中国：江泽民传》称江泽民主政中国期间，中国经济得到頗大发展，人民的生活水平较大的提高，贫困和文盲的比例在其任内也大幅降低，且在国际事务中，中国也受到尊重，中国人在国际上的自信心也得到提高。中国加入世界贸易组织（WTO）的进程取得很大突破，与美国达成中国入世的双边贸易协定，该项协定可认为是江泽民「大国战略」的成功。
2011年出版的书籍《江泽民在上海1985—1989》中概括：「江泽民任上海主要领导的四年在上海改革开放历史进程中具有转折意义。在此期间，上海的困境得到一定突破，上海的建设取得实质发展，浦东开发开放处于筹备阶段，上海的精神文明建设和社会建设等也取得了进步。」美国前总统比尔·克林顿曾在其回忆录里感慨江泽民很有趣：「与他相处越久就越喜欢他」。
部分中國學者和知識分子認為：相比胡錦濤和習近平，江澤民更放寬媒體和言論自由。旅美學者何清涟认为，在意识形态及公共领域控制方面，江泽民执政时期比邓小平时代更为严厉。与此同时，江泽民当局不断加强对互联网的监控管理，投入巨额资金建立「世界上最巨大的防火墙」——防火长城，屏蔽掉国际上大批「不宜」网站。
1999年江泽民下令取缔法轮功，使其得罪法轮功组织及其成员，成为他们的宿敌。海外的法轮功成员在多次游行中呼吁法办江泽民，并在美国多座城市以及其他国家递交诉状，起诉江泽民。然而其行动最终均以失败告终。
学者傅泰林在其专著中宣稱，苏联解体后中国军事和外交资源占优，存在理想的机会要回领土，但九十年代所订立的六項条约及2002年补订的一項条约，均是在争议領土上寻求与中亚国家妥协。明鏡新聞網認爲江泽民此举违反宪法，涉嫌危害国家安全。
2021年11月11日，中共十九届六中全会在通过的《关于党的百年奋斗重大成就和历史经验的决议》中评价道：「党的十三届四中全会以后，以江泽民同志为主要代表的中国共产党人，团结带领全党全国各族人民，坚持党的基本理论、基本路线，加深了对什么是社会主义、怎样建设社会主义和建设什么样的党、怎样建设党的认识，形成了「三个代表」重要思想，在国内外形势十分复杂（指六四事件、南方谈话、银河号事件、1996年台海危机、美国轰炸中国驻南联盟大使馆等事件）、世界社会主义出现严重曲折（指苏联解体、东欧剧变）的严峻考验面前捍卫了中国特色社会主义，确立了社会主义市场经济体制的改革目标和基本框架，确立了社会主义初级阶段公有制为主体、多种所有制经济共同发展的基本经济制度和按劳分配为主体、多种分配方式并存的分配制度，开创全面改革开放新局面，推进党的建设新的伟大工程，成功把中国特色社会主义推向二十一世纪」。
2022年11月30日，中国共产党中央委员会、中华人民共和国全国人民代表大会常务委员会、中华人民共和国国务院、中国人民政治协商会议全国委员会、中国共产党和中华人民共和国中央军事委员会联合发表的讣告《告全党全军全国各族人民书》中评价道：「江泽民同志是我党我军我国各族人民公认的享有崇高威望的卓越领导人，伟大的马克思主义者，伟大的无产阶级革命家、政治家、军事家、外交家，久经考验的共产主义战士，中国特色社会主义伟大事业的杰出领导者，党的第三代中央领导集体的核心，『三个代表』重要思想的主要创立者。」

## 荣誉

### 国外勋章
| 授予国家   | 勋章                   | 授勋日期       | 地点                 | 授予者             | 参考资料 |
| ---------- | ---------------------- | -------------- | -------------------- | ------------------ | -------- |
| 委內瑞拉   | 大项链级解放者勋章     | 2001年4月17日  | 特雷萨剧院           | 总统               | [ 192 ]  |
|            | 最珍贵的王室勋章       | 2000年11月17日 | 文莱王宫             | 苏丹博尔基亚       | [ 193 ]  |
| 希腊       | 雅典金质荣誉勋章       | 2000年4月22日  | 雅典市政厅           | 阿夫拉莫普洛斯市长 | [ 194 ]  |
| 希腊       | 大十字级救世主勋章     | 2000年4月21日  | 希腊总统府           | 斯特凡诺普洛斯总统 | [ 195 ]  |
| 土耳其     | 土耳其共和国国家勋章   | 2000年4月19日  | 土耳其总统府         | 德米雷尔总统       | [ 196 ]  |
| 巴勒斯坦   | 伯利恒2000年勋章       | 2000年4月15日  | 巴勒斯坦总统府       | 阿拉法特总统       | [ 197 ]  |
| 刚果共和国 | 大十字级刚果功勋勋章   | 2000年3月20日  | 北京人民大会堂       | 萨苏总统           | [ 198 ]  |
| 南非       | 大十字级好望角勋章     | 1999年5月5日   | 北京人民大会堂       | 曼德拉总统         | [ 199 ]  |
|            | 金鹰勋章               | 1999年11月23日 | 北京人民大会堂       | 纳扎尔巴耶夫总统   | [ 200 ]  |
|            | 一级吉布提伟大之星勋章 | 1998年8月18日  | 北京人民大会堂       | 古莱德总统         | [ 201 ]  |
|            | 大十字级马里国家勋章   | 1996年5月17日  | 马里友谊饭店         | 科纳雷总统         | [ 202 ]  |
| 巴西       | 大项链级南十字勋章     | 1993年11月23日 | 巴西总统府二层东方厅 | 佛朗哥总统         | [ 203 ]  |
| 古巴       | 何塞·马蒂勋章          | 1993年11月21日 | 哈瓦那革命宫         | 卡斯特罗主席       | [ 204 ]  |

### 奖章与纪念章
| 授予方 | 勋奖名称   | 日期           | 地点       | 授予者   | 参考资料 |
| ------ | ---------- | -------------- | ---------- | -------- | -------- |
| 俄羅斯 | 普希金奖章 | 2007年10月31日 | 克里姆林宫 | 普京总统 | [ 205 ]  |

## 纪念

### 故居
江泽民故居位于江苏省扬州市广陵区东关街道东关街社区东圈门16号，于2025年清明节前夕开始面向社会公众开放，每周二至周日可预约参观。

## 相关书籍
- 《他改變了中國：江澤民傳》，庫恩著，于海江、談崢譯，上海譯文出版社2005年1月出版。ISBN 7-5327-3655-5
- 《江澤民傳》，杜林著，楊鳴鏑譯。明鏡出版社1999年3月出版。ISBN 1-896745-97-0
- 《與江澤民一席談：一個老共產黨人的世紀思索》，鍾沛璋著。香港高文出版社2002年8月出版。ISBN 962-86699-1-5
- 《告別江澤民》，凌鋒著。聯經出版，2003年出版。ISBN 1-891208-07-1
- 《名人的污點》，子平主編。環球實業（香港）公司2004年3月出版。ISBN 988-97634-1-9
- 《百年禍國——從毛澤東到江澤民》，孫文廣著。夏菲爾國際出版公司2004年7月出版。ISBN 988-97377-7-9
- 《江澤民和他的15年》，任不寐著。博大出版社2005年4月出版。ISBN 1-932674-18-7
- 《为了世界更美好：江泽民出访纪实》，钟之成著，世界知识出版社2006年7月1日出版。ISBN 978-7-5012-2889-8
- 《日出江花——青年江泽民在上海》，上海人民出版社2010年4月出版。ISBN 7-2080-8166-2
- 《江泽民在上海（1985-1989）》，上海人民出版社2011年7月28日出版。ISBN 7-2081-0003-9